# Municipio de Ora (Dakota del Norte)
El municipio de Ora (en inglés: Ora Township) es un municipio ubicado en el condado de Nelson en el estado estadounidense de Dakota del Norte. En el año 2010 tenía una población de 69 habitantes y una densidad poblacional de 0,76 personas por km².

## Geografía
El municipio de Ora se encuentra ubicado en las coordenadas 47°43′23″N 97°56′49″O / 47.72306, -97.94694. Según la Oficina del Censo de los Estados Unidos, el municipio tiene una superficie total de 90.94 km², de la cual 89,13 km² corresponden a tierra firme y (1,99 %) 1,81 km² es agua.

## Demografía
Según el censo de 2010, había 69 personas residiendo en el municipio de Ora. La densidad de población era de 0,76 hab./km². De los 69 habitantes, el municipio de Ora estaba compuesto por el 95,65 % blancos, el 1,45 % eran asiáticos y el 2,9 % eran de una mezcla de razas. Del total de la población el 0 % eran hispanos o latinos de cualquier raza.